# Edmund Pakulla

Edmund Pakulla (* 18. Oktober 1892 in Schoppinitz, Provinz Schlesien; † 6. Juni 1975 in Krefeld) war ein deutscher Eisenhüttenmann und Manager in der Stahlindustrie.

## Leben
Edmund Pakulla wurde in Schoppinitz in Oberschlesien im heutigen Polen geboren. Von 1903 bis 1913 besuchte er das Gymnasium in Myslowitz. Sein Studium der Metallhüttenkunde an der Technischen Hochschule Breslau schloss er 1920 ab und fand im gleichen Jahr eine Anstellung im Forschungsinstitut der Glockenstahl-Werke in Remscheid. Durch seine Teilnahme am Ersten Weltkrieg unterbrach er sein Studium zeitweilig und erhielt 1918 das Eiserne Kreuz II. Klasse sowie 1935 das Frontkämpferkreuz. Edmund Pakulla war Hauptmann der Reserve.
Während seines Studiums wurde er im Akademischen Verein Eisenhütte, dem späteren Corps Montania Breslau, das 1933 mit dem Corps Silingia Breslau (heute zu Köln) fusionierte, aktiv. 1923 wurde er an der RWTH Aachen mit seiner Arbeit Beiträge zur Konstitution der Eisen-Chrom-Legierungen mit summa cum laude zum Dr. Ing. promoviert. Im Anschluss übernahm er 1924 die Leitung der Forschungsanstalt der Glockenstahl-Werke in Remscheid, die in der heutigen Deutschen Edelstahlwerke Aktiengesellschaft (DEW) eingingen. Sein Aufgabenbereich erweiterte sich kontinuierlich, sodass 1934 zusätzlich die Leitung der Reinholdhütte und die Verantwortung für die Willicher Blockdrehereien und -glühereien, 1936 die Leitung der Schmelze im Werk Hannover und 1942 die Ernennung zum Betriebsdirektor folgten.
Edmund Pakulla war von der Gründung 1927 bis 1959 über 20 Jahre Stahlwerkschef in der DEW und hat insbesondere „entscheidend zum Auf- und Ausbau des Unternehmens, vor allem des Krefelder Werkes beigetragen […]“. In seiner Zeit als verantwortlicher Stahlwerkschef wuchs die Monatsproduktion von knapp 550 Tonnen auf ca. 30.000 Tonnen Stahl an. Das Krefelder Werk der DEW wurde 1900 von August Thyssen gegründet und gehört heute zur Schmolz&Bickenbach-Gruppe unter dem Namen Deutsche Edelstahlwerke Specialty Steel.
Zeitlebens blieb er auch wissenschaftlich aktiv und publizierte diverse Aufsätze und Vorträge. Er war außerdem jahrelang Vorsitzender des Ausschusses für den Elektrostahlbetrieb beim Verein Deutscher Eisenhüttenleute (heute Stahlinstitut VDEh). 1959 legte er in dieser Funktion auf dem Hüttentag einen umfassenden Bericht über die Erfahrungen der Nutzung von 70-t-Lichtbogen-Elektrostahlöfen im Werk Krefeld, zu der Zeit die größten Lichtbogen-Elektrostahlöfen in Deutschland, vor.
Er verstarb 1975 im Alter von 82 Jahren in seiner Wahlheimat Krefeld.

## Werke (Auszug)
Sortiert nach Erscheinungsjahr (absteigend):
- Pakulla, E. (1957). Bau und Betrieb von neuzeitlichen 70-t-Lichtbogen-Elektrostahlöfen. Verlag Stahleisen.[8]
- Pakulla, E. (1956). 50 Jahre Héroult-Lichtbogen-Elektrostahlverfahren. Chemisches Zentralblatt. Deutsche Chemische Gesellschaft (Hrsg.).[9]
- Krebs, E., & Pakulla, E. (1955). Wirtschaftlichkeitsvergleich von Siemens-Martin-Öfen und Lichtbogenöfen für die Erzeugung von unlegiertem kohlenstoffarmem Stahl. Verlag Stahleisen.[10]
- Pakulla, E. (1953). Die Rohstahlbasis der DEW und ihre metallurgischen Grundlagen. Deutsche Edelstahlwerke Aktiengesellschaft.[11]
- Bungardt, K., Pakulla, E., & Tesche, K. (1952). Erschmelzen nichtrostender Stähle im Lichtbogenofen durch Frischen mit Sauerstoff. Verlag Stahleisen.[12]
- Pakulla, E. (1950). Beiträge zur Leistungssteigerung der Lichtbogen-Elektrostahlöfen mit festem Einsatz. Verlag Stahleisen.[13]
- Pakulla, E., & Rudnik, K. (1934). Abbrandverhältnisse in basischen Lichtbogen-Elektrostahl-Öfen. Verlag Stahleisen.[14]
- Pakulla, E., & Oberhoffer, P. (1925). Beiträge zur Konstitution der Eisen-Chrom-Legierungen. Verlag Stahleisen.[15]
- Oertel, W., & Pakulla, E. (1925). Beitrag zur Frage der Kobalt-, Chrom-, Wolfram- (Molybdän-)Legierung. Chemisches Zentralblatt. Deutsche Chemische Gesellschaft (Hrsg.).[16]
- Pakulla, E. (1924). Über elektrische Laboratoriumsöfen. Verlag Stahleisen.[17]

## Patente (Auszug)
Sortiert nach Veröffentlichungsjahr (absteigend):
- Patent  DE976090C: Kühlmitteldurchflossener Kühlring für Elektroöfen. Angemeldet am 19. Juni 1954, veröffentlicht am 28. Februar 1963, Anmelder: Deutsche Edelstahlwerke Aktiengesellschaft, Erfinder: Dr.-Ing. Edmund Pakulla, Hermann Schlingensiepen.‌
- Patent  US2993724A: Drop-bottom charging bucket for charging metallurgical furnaces. Angemeldet am 31. Mai 1957, veröffentlicht am 25. Juli 1961, Anmelder: Deutsche Edelstahlwerke Aktiengesellschaft, Erfinder: Dr.-Ing. Edmund Pakulla.‌
- Patent  DE1067461B: Korb mit Lamellenverschluss. Angemeldet am 11. April 1957, veröffentlicht am 22. Oktober 1959, Anmelder: Deutsche Edelstahlwerke Aktiengesellschaft, Erfinder: Dr.-Ing. Edmund Pakulla.‌
- Patent  DE968154C: Verfahren zum Erschmelzen von legierten Stählen unter Verwendung mehrerer Schmelzöfen. Angemeldet am 2. April 1944, veröffentlicht am 23. Januar 1958, Anmelder: Deutsche Edelstahlwerke Aktiengesellschaft, Erfinder: Dr.-Ing. Edmund Pakulla.‌
- Patent  DE855150C: Vorrichtung zum Ausblasen rohrförmiger Hohlkörper. Angemeldet am 5. Juli 1951, veröffentlicht am 10. November 1952, Anmelder: Deutsche Edelstahlwerke Aktiengesellschaft, Erfinder: Dr.-Ing. Edmund Pakulla.‌
- Patent  DE763317C: Lichtbogen-Elektrostahlofen. Angemeldet am 13. Februar 1940, veröffentlicht am 15. September 1952, Anmelder: Dr.-Ing. Edmund Pakulla, Erfinder: Dr.-Ing. Edmund Pakulla.‌
- Patent  DE727965C: Vorrichtung zum autogenen Zerschneiden von Stahlwerksblöcken in heißem Zustand. Angemeldet am 10. April 1941, veröffentlicht am 16. November 1942, Anmelder: Deutsche Edelstahlwerke Aktiengesellschaft, Erfinder: Dr.-Ing. Edmund Pakulla.‌
- Patent  US2155283A: Ingot mold. Angemeldet am 25. November 1936, veröffentlicht am 18. April 1939, Anmelder: Deutsche Edelstahlwerke Aktiengesellschaft, Erfinder: Roman Schustek, Dr.-Ing. Edmund Pakulla.‌
- Patent  DE645072C: Blockgussform mit Einsatzstück. Angemeldet am 4. Dezember 1935, veröffentlicht am 21. Mai 1937, Anmelder: Deutsche Edelstahlwerke Aktiengesellschaft, Erfinder: Dr.-Ing. Edmund Pakulla, Dipl.-Ing. Roman Schustek.‌
- Patent  USUS1661907A: Steel alloy and process of making the same. Angemeldet am 18. September 1924, veröffentlicht am 6. März 1928, Anmelder: Deutsche Edelstahlwerke Aktiengesellschaft, Erfinder: Dr.-Ing. Edmund Pakulla.‌
- Patent  DE460241C: Lot für rostsichere Stähle. Angemeldet am 24. Juli 1926, veröffentlicht am 7. Juli 1928, Anmelder: Deutsche Edelstahlwerke Aktiengesellschaft, Erfinder: Dr.-Ing. Edmund Pakulla.‌